# ロベルト・カバリ
ロベルト・カヴァリ （Roberto Cavalli、1940年11月15日 - 2024年4月12日）は、イタリア出身のファッションデザイナー。
2013年にはデザインスクール「Domus Academy（ドムスアカデミー）」からファッションマネージメントにおける名誉修士号を贈呈されている。
2024年4月12日にフィレンツェの自宅で死去。83歳没。

## 事業
1970年より自らの名を冠したコレクションを展開している。1972年に初のブティックをフランスのサントロペにオープンし、以後ヨーロッパやアジア各国を含む世界約50カ国で展開している。
男女向けの服だけでなく、時計、アクセサリー、靴、香水など多岐にわたるコレクションを展開している。また、同名のウォッカやワインブランドも展開している。

## ファン
シャーリーズ・セロンやシャロン・ストーン、レニー・クラヴィッツなど熱狂的なファンが多く、イギリスのサッカー選手、デビッド・ベッカムの妻のヴィクトリア・ベッカムはカバリの大ファンであり、カバリのコレクションによく顔を出している。

## 家族
再婚した現妻は、元ミス・オーストリアのエヴァ・デューリンガー（Eva Duringe）。

## ギャラリー

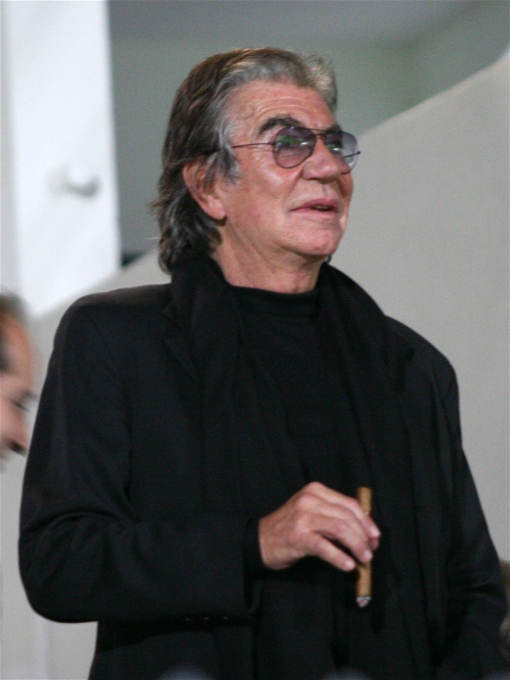
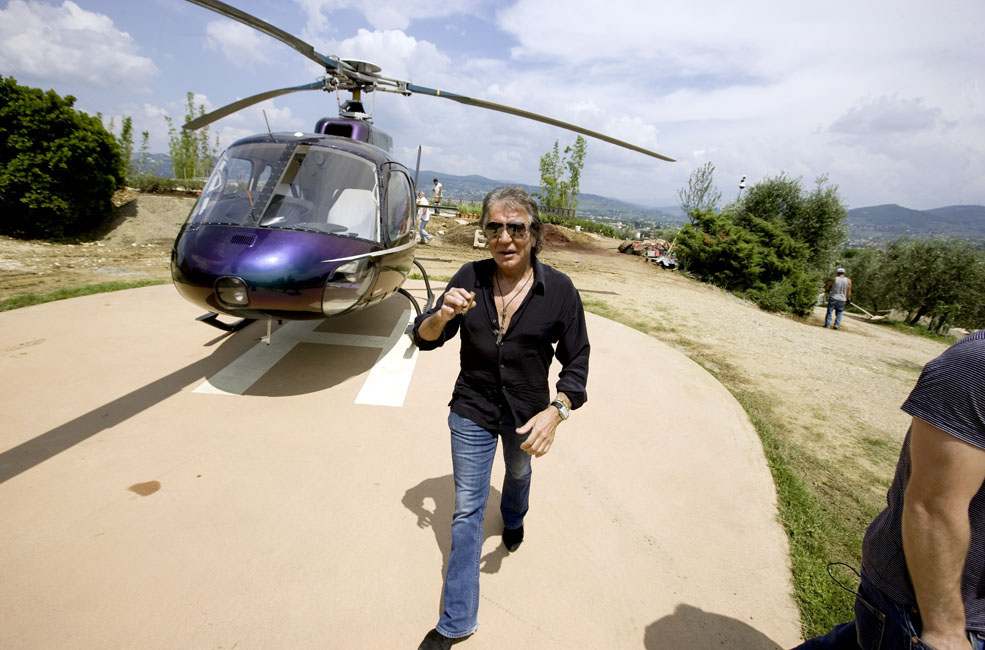
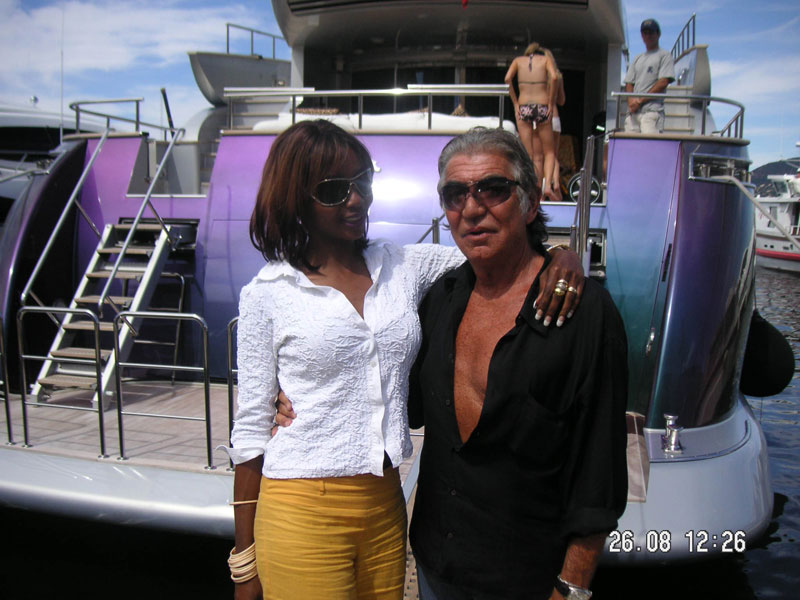
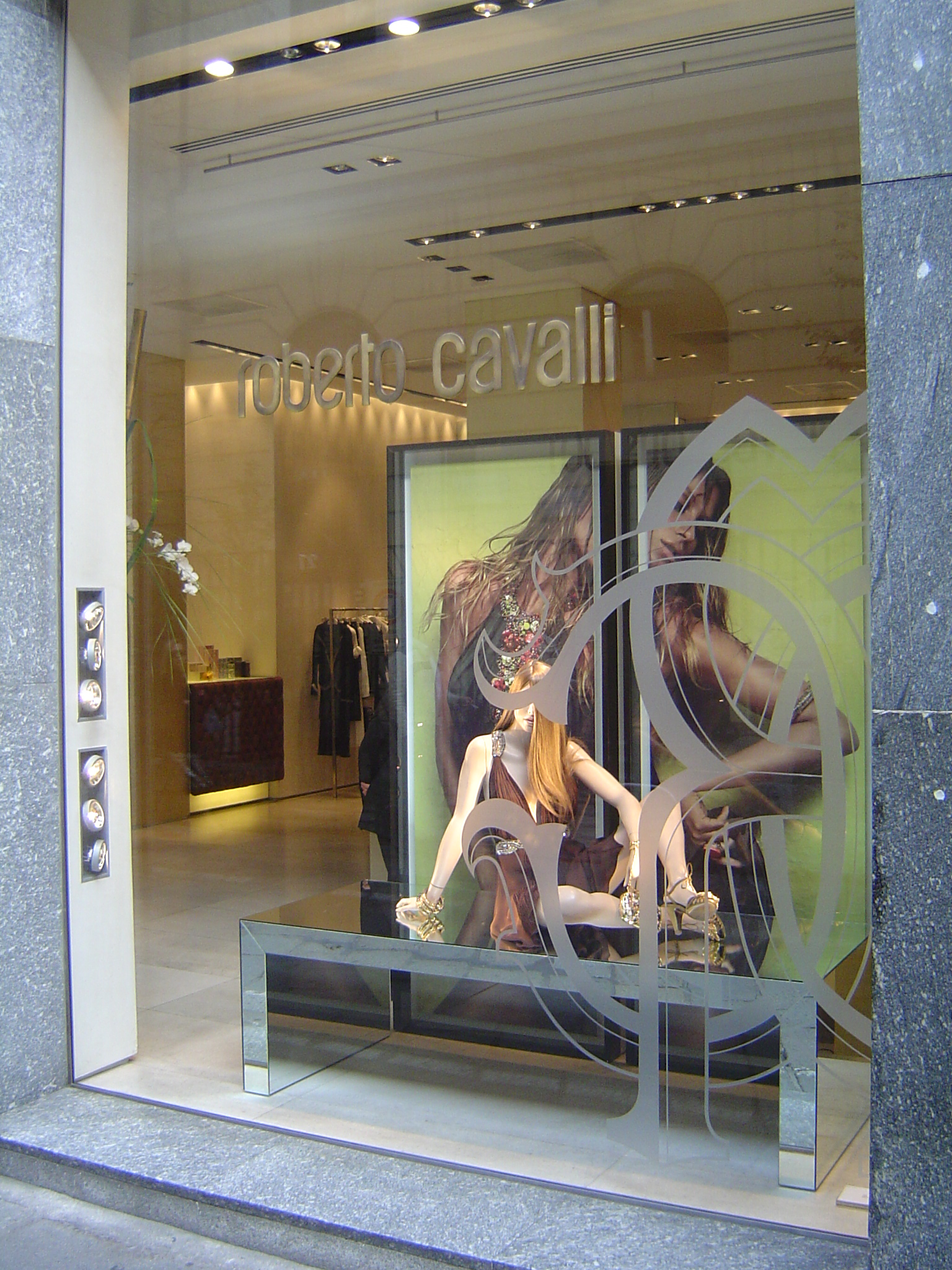
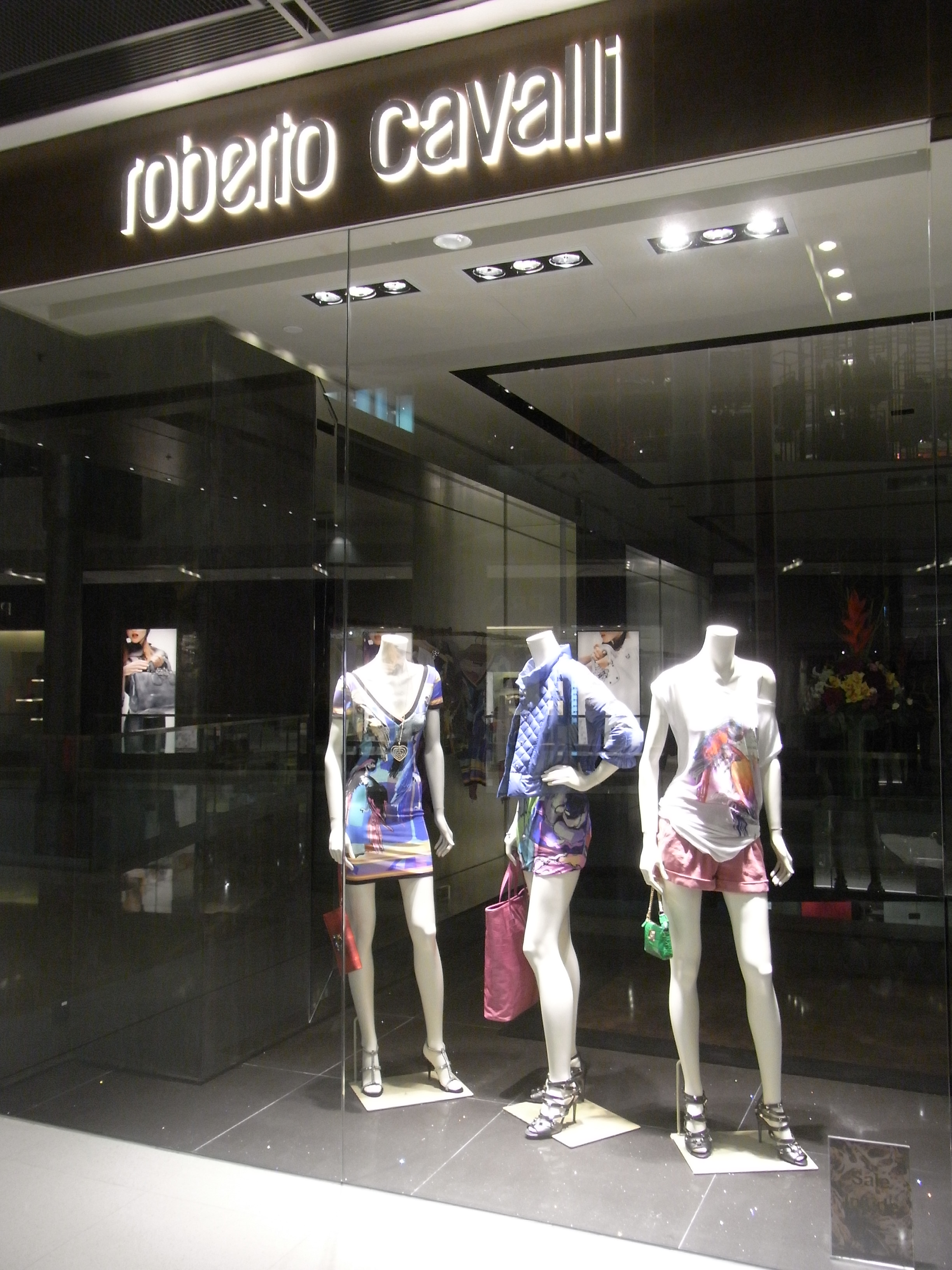
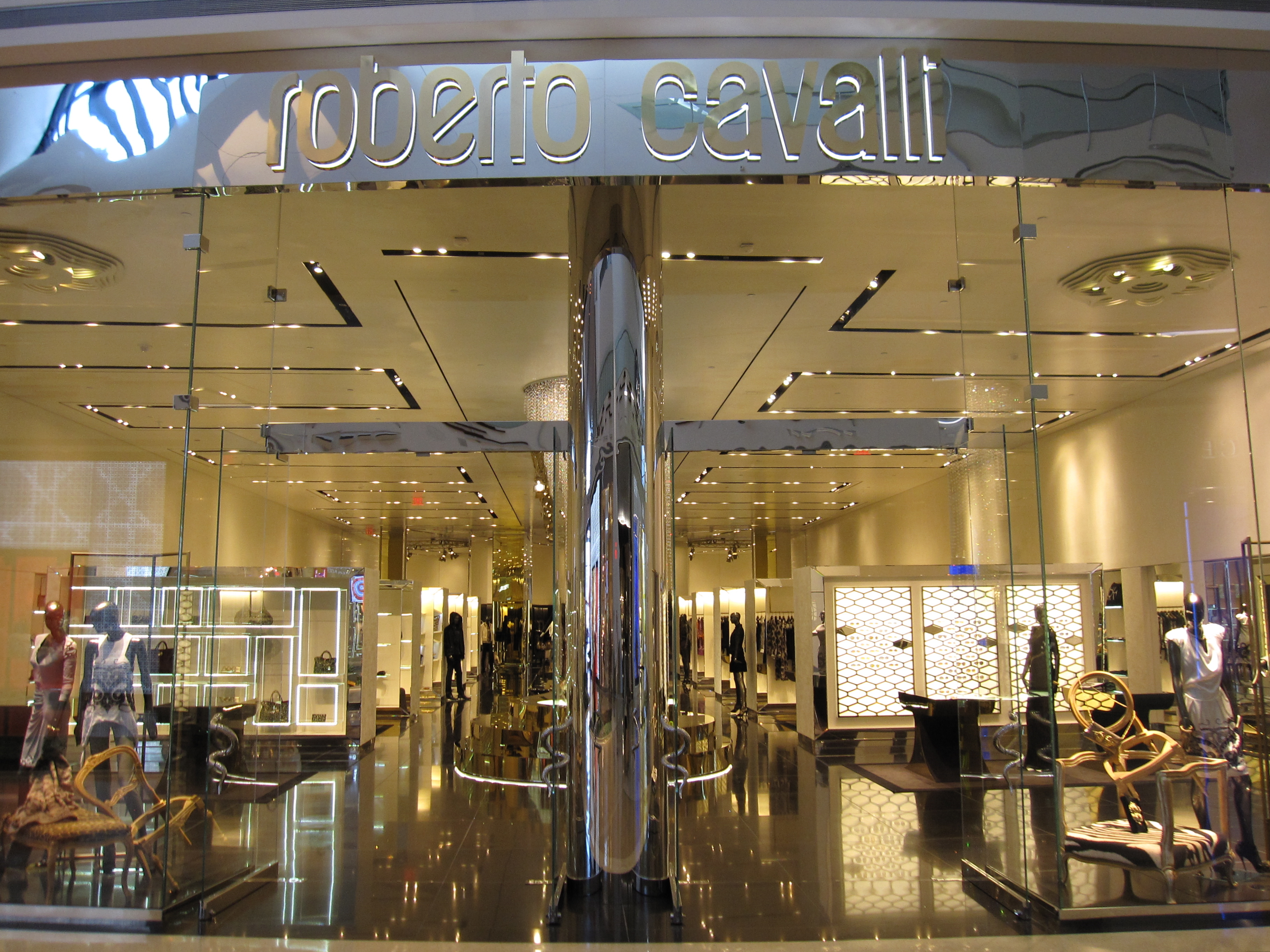